# Pinanga declinata
Pinanga declinata är en enhjärtbladig växtart som beskrevs av A.J.Hend., N.K.Ban och N.Q.Dung. Pinanga declinata ingår i släktet Pinanga och familjen Arecaceae. Inga underarter finns listade i Catalogue of Life.